# Kamna Gorica
Kamna Gorica je naselje u slovenskoj Općini Radovljici. Kamna Gorica se nalazi u pokrajini Gorenjskoj i statističkoj regiji Gorenjskoj. 

## Stanovništvo
Prema popisu stanovništva iz 2002. godine naselje je imalo 538 stanovnika.